# Coupe du monde féminine de cyclisme sur route 2013
Navigation
Édition précédente Édition suivante
La Coupe du monde de cyclisme sur route féminine 2013 est la 16e édition de la Coupe du monde de cyclisme sur route féminine. Les compétitions inscrites au calendrier sont identiques à l'édition précédente.
La Néerlandaise Marianne Vos, tenante du titre, remporte la Coupe du monde pour la cinquième fois.

## Courses
| Date     | # | Course                                   | Pays     | Vainqueur             | Deuxième             | Troisième            | Leader du général |
| -------- | - | ---------------------------------------- | -------- | --------------------- | -------------------- | -------------------- | ----------------- |
| 9 mars   | 1 | Tour de Drenthe                          | Pays-Bas | Marianne Vos          | Eleonora van Dijk    | Emma Johansson       | Marianne Vos      |
| 24 mars  | 2 | Trofeo Alfredo Binda-Comune di Cittiglio | Italie   | Elisa Longo Borghini  | Emma Johansson       | Eleonora van Dijk    | Marianne Vos      |
| 31 mars  | 3 | Tour des Flandres                        | Belgique | Marianne Vos          | Eleonora van Dijk    | Emma Johansson       | Marianne Vos      |
| 17 avril | 4 | Flèche wallonne                          | Belgique | Marianne Vos          | Elisa Longo Borghini | Ashleigh Moolman     | Marianne Vos      |
| 12 mai   | 5 | Tour de l'île de Chongming               | Chine    | Tetyana Riabchenko    | Giorgia Bronzini     | Amy Pieters          | Marianne Vos      |
| 16 août  | 6 | Open de Suède Vårgårda TTT               | Suède    | Specialized-Lululemon | Rabobank-Liv Giant   | Orica-AIS            | Marianne Vos      |
| 18 août  | 7 | Open de Suède Vårgårda                   | Suède    | Marianne Vos          | Emma Johansson       | Amy Pieters          | Marianne Vos      |
| 31 août  | 8 | GP de Plouay-Bretagne                    | France   | Marianne Vos          | Emma Johansson       | Anna van der Breggen | Marianne Vos      |

## Classements finals

### Classement individuel
| #  | Cycliste             | Équipe                | 1  | 2  | 3  | 4  | 5  | 6  | 7  | 8  | Total |
| -- | -------------------- | --------------------- | -- | -- | -- | -- | -- | -- | -- | -- | ----- |
| 1  | Marianne Vos         | Rabo Women            | 75 | 24 | 75 | 75 | -  | 30 | 75 | 75 | 429   |
| 2  | Emma Johansson       | Orica-AIS             | 35 | 50 | 35 | 27 | 30 | 25 | 50 | 50 | 302   |
| 3  | Eleonora van Dijk    | Specialized-lululemon | 50 | 35 | 50 | 24 | -  | 35 | 30 | -  | 224   |
| 4  | Anna van der Breggen | Sengers Ladies        | 10 | 15 | 21 | 30 | -  | 20 | 27 | 35 | 158   |
| 5  | Elisa Longo Borghini | Hitec Products UCK    | -  | 75 | 30 | 50 | 1  | -  | -  | 0  | 156   |
| 6  | Annemiek van Vleuten | Rabo Women            | 8  | 21 | 27 | -  | -  | 30 | 0  | 15 | 101   |
| 7  | Amy Pieters          | Argos-Shimano         | 0  | -  | 0  | 0  | 35 | 10 | 35 | -  | 80    |
| 8  | Tetyana Riabchenko   | Chirio-Forno d'Asolo  | -  | 0  | -  | -  | 75 | -  | -  | -  | 75    |
| 9  | Giorgia Bronzini     | Wiggle Honda          | 0  | 0  | 8  | -  | 50 | -  | 11 | -  | 69    |
| 10 | Evelyn Stevens       | Specialized-lululemon | 0  | -  | -  | -  | -  | 35 | 24 | 1  | 60    |

### Classement par équipes
| #  | Équipe                | 1  | 2  | 3   | 4  | 5  | 6   | 7   | 8   | Total |
| -- | --------------------- | -- | -- | --- | -- | -- | --- | --- | --- | ----- |
| 1  | Rabo Women            | 94 | 45 | 107 | 83 | -  | 120 | 110 | 123 | 682   |
| 2  | Orica-AIS             | 50 | 95 | 60  | 42 | 30 | 100 | 67  | 56  | 500   |
| 3  | Specialized-lululemon | 61 | 55 | 59  | 24 | -  | 140 | 54  | 1   | 394   |
| 4  | Hitec Products UCK    | 30 | 93 | 30  | 50 | 7  | 48  | 22  | 11  | 291   |
| 5  | Sengers Ladies        | 14 | 15 | 31  | 30 | -  | 80  | 27  | 42  | 239   |
| 6  | Argos-Shimano         | 29 | 0  | 17  | 0  | 45 | 40  | 45  | -   | 176   |
| 7  | Wiggle Honda          | 0  | 8  | 8   | -  | 59 | 64  | 27  | -   | 166   |
| 8  | Boels Dolmans         | 24 | 3  | 39  | 20 | 18 | 52  | 3   | -   | 159   |
| 9  | Faren Kuota           | 0  | 6  | 0   | 5  | 55 | 36  | 0   | 10  | 112   |
| 10 | Tibco-To the Top      | 24 | 27 | 0   | -  | 0  | 44  | 0   | -   | 95    |